# Caso Saltillo
O Caso Saltillo foi uma rebelião e greve dos jogadores da selecção nacional de futebol de Portugal, durante o Campeonato do Mundo de Futebol de 1986, que se realizou no México. O nome deriva da cidade mexicana de Saltillo, onde a equipa portuguesa estava alojada. Para muitos amantes do futebol em Portugal, Saltillo representa uma das páginas mais negras do desporto português.

## Antes do México
Portugal passou vinte anos sem participar nas fase finais dos Campeonatos do Mundo de Futebol. A sua primeira (e única) participação remontava à edição de 1966. Em 1984, Portugal chegou às meias-finais do Campeonato Europeu de Futebol, e muitos comentadores esperavam que se viessem a reabrir as portas do grande futebol internacional a Portugal. As esperanças viriam a ser goradas.

### Qualificação
Portugal qualificou-se para a fase final do Campeonato do Mundo com um segundo lugar no grupo de qualificação, um ponto só à frente do terceiro colocado (não apurado para a fase final), a Suécia, e após a Alemanha. A campanha de qualificação portuguesa foi deveras perturbada e muito irregular; a qualificação só foi assegurada no último jogo, com uma surpreendente vitória em Estugarda, frente à Alemanha por 1-0. Foi a primeira vez que a Alemanha perdeu um jogo de qualificação em casa desde 1945.

### Sorteio
O sorteio para a fase final correu mal. Não tanto pelos adversários (Inglaterra, Polónia e Marrocos), mas pelo facto de dois dos jogos serem jogados a altitude, em Monterrey e o terceiro em Guadalajara, a mais de 1.600 metros acima do nível do mar. Desta forma, a preparação para os possíveis jogos seguintes em altitude seria perturbada.

## A selecção
A escolha de José Torres dos 22 jogadores que iriam ao México não foi consensual. Rui Jordão, um dos melhores marcadores de sempre, tinha tido uma época infeliz, perturbada por conflitos no seu clube (o Sporting) mas foi pré-convocado. Por outro lado, José Torres não convocou Manuel Fernandes, também do Sporting, o melhor marcador da época em Portugal, com 30 golos.
A selecção foi anunciada a 19 de abril de 1986.
Guarda-redes: Manuel Bento (Benfica), Vítor Damas (Sporting) e Jorge Martins (Belenenses).
Defesas: João Pinto (Porto), António Morato (Sporting), Augusto Inácio (Porto), António Veloso (Benfica), António Oliveira (Benfica), José António (Belenenses), Frederico Rosa (Boavista), Álvaro Magalhães (Benfica) e Luís Sobrinho (Belenenses).
Centro-campistas: Jaime Magalhães (Porto), Carlos Manuel (Benfica), Jaime Pacheco (Sporting), António André (Porto), António Sousa (Sporting), Paulo Futre (Porto) e José Ribeiro (Boavista).
Avançados: Diamantino Miranda (Benfica), Rui Águas (Benfica) e Fernando Gomes (Porto).
A poucas horas de a selecção partir para o México, anunciou-se que Veloso tinha tido um teste positivo por dopagem com Primobolan, um esteróide anabolizante, tendo sido substituído por Fernando Bandeirinha, do Porto (mas à época emprestado à Académica), que seria enviado directamente para o aeroporto após ser acordado de madrugada. O episódio criou bastante tensão entre os jogadores que acreditavam na inocência de Veloso, como mais tarde uma contra-análise viria a provar.
A selecção portuguesa tinha naquela altura o apelido "Os Infantes" por referência a um hino humorístico em sua honra, com letra de Carlos Paião, e cantado por Herman José.

## No México
A própria viagem para o México foi fonte de dissensões. Em vez de irem directamente para o México, a Federação tinha escolhido voos com escala em Frankfurt, na Alemanha, e em Dallas, nos Estados Unidos. Nisto e noutros pormenores à chegada se verificava que a Federação Portuguesa de Futebol descuidava os aspectos logísticos e não se preocupava grandemente com a necessidade de repouso e de aclimatação à altitude. A selecção instalou-se em Saltillo, onde também estava a equipa inglesa.
O hotel em Saltillo não era adequado, por não permitir preservar os jogadores da curiosidade de jornalistas nacionais e estrangeiros. O campo de treinos estava numa encosta e, assim, Portugal treinava num relvado que subia na primeira parte e descia na segunda. Os jogos de preparação foram realizados com equipas amadoras locais. Mesmo esses jogos foram descuidados; num deles Diamantino deu mesmo um entrevista dentro do próprio campo de jogo, durante o jogo. Um jogo mais sério contra o Chile estava previsto, mas foi anulado pelo facto dos chilenos reclamarem um prémio de jogo demasiado elevado. Além disso, havia rumores de actividades sexuais com prostitutas locais, o que terá criado animosidade telefónica com as famílias em Portugal. A autoridade do chefe da delegação portuguesa, Amândio de Carvalho, o vice-presidente federativo, era inexistente, e o presidente Silva Resende estava sempre ausente na cidade do México.

### Explosão
A tensão foi progressivamente aumentando dentro da selecção. Os jogadores ameaçaram fazer greve se os seus prémios de jogo não fossem melhorados. Além disso, os jogadores queixavam-se de serem obrigados a fazer publicidade para empresas (designadamente a Adidas e a cerveja Cristal) que tinham contratos com a Federação) sem serem remunerados. A 25 de Maio, os jogadores recusaram treinar.  Algumas  reivindicações dos jogadores foram retiradas dado que não tinham apoio da opinião pública em Portugal. Mais tarde, certos jogadores treinaram com as camisolas pelo avesso, para evitar fazer publicidade rentável para a Federação.

### Jogos

#### Surpreendendo a Inglaterra
O primeiro jogo foi contra a Inglaterra. O jogo tinha uma carga emocional profunda. Tinha sido também com a Inglaterra que, 20 anos antes, Portugal tinha perdido o acesso à final de 1966. Carlos Manuel, que havia marcado o golo decisivo contra a Alemanha, nas qualificações, voltou a marcar, e Portugal venceu por 1-0, com golo de Carlos Manuel, após jogada de Diamantino. O jogo aparentemente mais difícil tinha corrido bem.
 Portugal: Bento; Álvaro, Frederico, Oliveira, Inácio; Diamantino (aos 83 min: José António), Jaime Pacheco, André, Sousa; Carlos Manuel e Gomes (aos 73 min: Futre).
 Inglaterra: Shilton; Gary Stevens, Fenwick, Butcher, Sansom; Hoddle, Bryan Robson (aos 60 min: Hodge), Wilkins, Waddle (aos 80 min: Beardsley); Hateley, Lineker.
O jovem Paulo Futre esperava vir a ser a grande revelação do campeonato. Mas o treinador deixava bem claro que não o colocaria na equipa principal, embora o anunciasse como arma secreta. A dupla Futre/Gomes nunca era posta a jogar simultaneamente. Viria a saber-se mais tarde que Futre não jogava para se obter um equilíbrio entre os jogadores das diferentes equipas portuguesas (Futre e Gomes eram parceiros no Porto) e, deste modo, evitar conflitos.
Entre o primeiro jogo e o segundo, o mítico guarda-redes Bento fracturou o perónio durante um treino, numa altura em que ocupava uma posição de campo e não a de guarda-redes. Bento nunca mais viria a jogar na Selecção e pouco voltaria a jogar no seu clube, o Benfica (na última jornada do Campeonato de 1986/87, com o Benfica já campeão virtual, jogou em Braga e, na Supertaça da época seguinte, jogou o jogo da primeira mão, um 0-3 na Luz contra o Sporting), sendo predominantemente suplente de Silvino e Neno no clube, até ao fim da carreira em 1991/92.
O seu substituto na equipa nacional de 1986, Vítor Damas, também era experiente, mas reagiu mal à responsabilidade e teve uma depressão.

#### Confronto com a Polónia
No segundo jogo, a 7 de Junho, também em Monterrey, Portugal perdeu com a Polónia, uma equipa teoricamente acessível, por 0-1, com golo de Smolarek.
 Portugal: Damas; Álvaro, Frederico, Oliveira, Inácio; Diamantino, Jaime Pacheco, André (aos 73 min: Jaime Magalhães), Sousa; Carlos Manuel, Gomes (aos 46 min: Futre).
 Polónia: Młynarczyk; Pawlak, Wójcicki, Majewski, Ostrowski; Matysik, Komornicki (aos 57 min: Karaś), Boniek; Smolarek (aos 75 min: Zgutczyński), Dziekanowski, Urban.

#### A eliminação para Marrocos
Tudo ficava assim guardado para o jogo final do grupo com Marrocos, a 11 de junho, em Guadalajara. Um empate seria suficiente para garantir a qualificação às duas equipas. Portugal perdeu humilhantemente por 3-1, com golos de Khairi (2) e Krimau. Diamantino marcou para os lusitanos.
 Portugal: Damas; Álvaro (aos 55 min: Águas), Frederico, Oliveira, Inácio; Pacheco, Magalhães, Sousa (aos 69 min: Diamantino), Carlos Manuel; Gomes, Futre.
 Marrocos: Zaki; Khalifi, El Biaz, Bouyahyaoui, Lemriss (aos 69 min: Amanallah); Dolmy, El Haddaoui (aos 71 min: Souleymani), Timoumi, Khairi; Bouderbala, Krimau.
A equipa portuguesa ficou em último no grupo e foi eliminada, acabando assim a participação no campeonato.

## As consequências
José Torres demitiu-se e foi substituído por Rui Seabra. No entanto, Silva Resende, tido como o maior responsável pelo escândalo, recusou-se demitir da Presidência da Federação Portuguesa de Futebol. Todos os que fizeram greve no México foram excluídos dos próximos jogos da selecção (e ficaram conhecidos como os "indisponíveis"), designadamente o apuramento para o Campeonato da Europa de 1988, por um ano.
Durante um ano, até Setembro de 1987, Portugal foi obrigado a jogar com uma segunda equipa. Os resultados foram sofríveis, incluindo um dos piores resultados de sempre: um empate em casa contra Malta, num jogo disputado no Funchal. Seabra viria a ser demitido também e substituído por Juca Pereira.
A selecção foi progressivamente reconstruída, mas, durante quase dez anos, Portugal esteve ausente das principais competições internacionais, vindo a retornar apenas no Campeonato Europeu de 1996.

## Repetiu-se a história?
Durante a preparação para o Campeonato do Mundo de 2002, na Coreia do Sul e no Japão, a selecção passou por algumas situações que fizeram lembrar Saltillo. Tal como antes do México, Portugal tivera uma boa prestação na Euro 2000, ficando em terceiro lugar.
Durante a preparação antes de partir para a Ásia, a equipa teve maus resultados, incluindo uma derrota em casa com a acessível equipa da Finlândia por 4 a 1. Kenedy foi suspenso por dopagem. Uma passagem por Macau, a caminho da Coreia, saldou-se por um êxito de compras e um fracasso de preparação física; o acordo sobre prémios de jogo chegou tarde. Como no México, Portugal viria a ser eliminado por equipas de menor valia na primeira fase do campeonato, com derrotas para as equipas mais acessíveis do grupo (3 a 2 para os Estados Unidos, 1 a 0 para os anfitriões da Coreia do Sul) contrabalançadas com uma vitória sobre o adversário supostamente mais difícil (4 a 0 sobre a Polónia).